# (112900) Tonyhoffman
(112900) Tonyhoffman est un astéroïde de la ceinture principale.

## Description
(112900) Tonyhoffman est un astéroïde de la ceinture principale. Il fut découvert le 20 août 2002 à l'observatoire Palomar par Robert D. Matson. Il présente une orbite caractérisée par un demi-grand axe de 2,65 UA, une excentricité de 0,10 et une inclinaison de 2,6° par rapport à l'écliptique.

## Compléments